# Paritat interinsular
La paritat interinsular és la proposta d'organització territorial de les Illes Balears basada en una representació igualitària a les institucions comunes d'autogovern de les Balears entre les illes de Menorca, Eivissa i Formentera, per una banda, i la de Mallorca, per l'altra.

## Gènesi del debat sobre la paritat
El debat sobre quina havia de ser la representació de cada illa a les futures institucions pre-autonòmiques i autonòmiques es va fer molt present l'any 1977, en el període anterior a les primeres eleccions generals, quan es va presentar l'Estatut de Cura (març de 1977) i es va signar el Pacte Autonòmic de les illes Balears (juny de 1977).
Les illes menors defensaven la paritat interinsular, que es concretava en què el nombre de representants de Menorca i Eivissa-Formentera havia de ser igual al de Mallorca. Aquesta posició es considerava necessària per a evitar les imposicions i el centralisme de Mallorca. Una representació proporcional donaria com a resultat una gran majoria de representants de Mallorca, ja que la població d'aquesta illa és molt més nombrosa.

## El conflicte polític en el debat sobre la pre-autonomia
El conflicte de la paritat va sorgir en el moment de l'acord entre les forces polítiques davant la signatura del primer Projecte de pre-autonomia. Llavors els candidats eivissencs varen protestar per no haver estat convocats de manera directa per a la seva signatura i reclamaren que no s'exclogués cap força política de les illes menors. Acceptaven el pacte només a condició que l'òrgan interinsular sols tengués les competències que els consells insulars li atorgassin i que les representacions fossin paritàries.
A Eivissa, la defensa de la paritat i la formulació d'un model de comunitat autònoma basat gairebé en exclusiva en els consells insulars va tenir en la dreta el seu principal defensor, ja que el predomini electoral d'Aliança Popular i del Partit d'Eivissa i Formentera a les Pitiüses era molt fort. El PSOE, en canvi, mantenia una posició favorable a una representació proporcional. UCD el novembre de 1977 no es mostrava decidida per cap dels dos sistemes. A Menorca l'Assemblea de Menorca el 10 de novembre de 1977 es va pronunciar a favor de la paritat i va reclamar un pronunciament definitiu de la Comissió Tècnica Interinsular sobre el projecte de pre-autonomia per a les Balears. El 19 de novembre la UCD va acceptar la representació paritària en el Consell General Interinsular, el PSOE ho havia fet el dia 18, i el sistema paritari va ser ratificat per la Comissió Tècnica Interinsular el 23 de novembre.
La proposta dels parlamentaris illencs deixava en mans del consells, ens d'administració local, la quasi totalitat de la gestió i l'organisme interinsular estava compost per persones nomenades pels consells insulars. Però el Govern de Madrid va proposar la creació d'un ens regional pre-autonòmic de caràcter executiu per damunt l'Administració local, que substituiria el Consell General Interinsular i que seria integrat majoritàriament per parlamentaris. La negativa de Madrid a acceptar els plantejaments insularistes estrictes basats en la paritat i la subsidiarietat va dur a un moment d'aturada de les negociacions el gener i febrer de 1978. Abel Matutes, des d'Eivissa, mantenia una posició que considerava innegociable la paritat. Finalment, el mes de març, es va arribar a un acord sobre la composició del Consell General Interinsular transitori (estaria format pels 11 parlamentaris elegits el juny de 1977 més 4 representants de les illes menors). El 3 de juny de 1978 el Consell de Ministres va aprovar el Decret Llei de règim pre-autonòmic de les Balears.